# Atmedia Czech
Atmedia Czech je české obchodní zastupitelství tematických televizních stanic. Propojuje zadavatele TV reklamy s tematickými TV stanicemi, které obchodně zastupuje a prodává jejich reklamní prostor. Dlouhodobou misí společnosti je budování trhu tematických TV stanic na českém trhu. 

## Historie společnosti
Společnost vstupuje na český trh v roce 2008 jako součást polské Atmedia Group a jako první nezávislé obchodní zastupitelství TV stanic.  O rok později zařazuje 12 zastupovaných tematických TV stanic do oficiálního měření TV sledovanosti a jako skupina dosahuje na podíl na sledovanosti 2,65 % v CS 18–69.  V roce 2010 představuje společnost jako první hráč na českém trhu unikátní způsob prodeje reklamního prostoru formou balíčků TV stanic.  V roce 2012 společnost vydává první edici průvodce českým televizním trhem pod názvem Atmedia navigator.  Následující rok se společnost stává řádným členem Asociace televizních organizací.  V roce 2015 se Atmedia vyčleňuje z polské Atmedia Group a stává se samostatnou českou společností.  Do vedení přichází Michaela Suráková, která je výkonnou ředitelkou společnosti dodnes.  V roce 2021 přichází společnost s vlastním výzkumem atmedia index, který poskytuje komplexní data o využívání placené televize a placených VoD služeb na českém trhu.  Ve stejném roce přichází s vlastním videocastem expert talks – sérií rozhovorů s předními odborníky na televizní a mediální trh. 

## Vývoj rozšiřování portfolia tematických TV stanic
V prvním roce svého působení Atmedia začíná zastupovat televizní stanice AXN, CS Film či Disney Channel. V roce 2010 rozšiřuje portfolio TV stanic o dokumentární National Geographic.  O tři roky později zahajuje spolupráci s mediální skupinou Pohoda, pod kterou spadá hudební stanice Rebel a lifestylová stanice Relax.  Rozšiřuje také spolupráci s Československou filmovou společností a k filmové TV stanici CS Film připojuje dokumentární CS Mystery a později také CS History.    V roce 2016 do svého portfolia zařazuje stanice JOJ Family a JOJ Cinema spadající pod skupinu JOJ Group.  Následující rok začíná spolupracovat s mediální skupinou CANAL+ Group a do rodiny tematických TV stanic připojuje FilmBox.  V průběhu dalších let se přidávají FilmBox Stars a CANAL+ Action.   Od ledna 2020 zahajuje spolupráci s Warner Bros. Discovery a klientům umožňuje oslovit diváky lifestylové TV stanice TLC, dokumentární TV stanice Discovery Channel a sportovní TV stanice Eurosport 1.  Později portfolio tematických TV stanic rozšiřuje filmová a seriálová Warner TV.  V dubnu 2025 do svého portfolia zařazuje seriálové stanice AXN Black a AXN White. 

## Současnost
Portfolio Atmedia Czech aktuálně zahrnuje 19 lokálních i mezinárodních tematických TV stanic významných mediálních skupin, jako jsou Antenna Group, CANAL+ Group, The Walt Disney Company, Warner Bros. Discovery, Pohoda či JOJ Group. Portfolio zahrnuje jak placené, tak volně šířené kanály. Reklamní prostor prodává Atmedia na CS 18–69 a 4–14 prostřednictvím čtyř obchodních balíčků (atmax, atadults, atchoice, atkids). 

## Televizní stanice
- AXN
- AXN Black
- AXN White
- Canal+ Action
- CS Film
- CS History
- CS Mystery
- Discovery Channel
- Disney Channel
- Eurosport
- FilmBox
- FilmBox Stars
- JOJ Cinema
- JOJ Family
- National Geographic
- Rebel
- Relax
- TLC
- Warner TV